# Kaname Harada
Kaname Harada (原田 要 Harada Kaname?,  11 de agosto de 1916-3 de mayo de 2016) fue un subteniente y As de la aviación japonés del Servicio Aéreo de la Armada Imperial Japonesa durante la Segunda Guerra Mundial. Se le atribuyen el derribo de 39 aviones Aliados entre 1941 hasta que fue derribado en 1942.

## Biografía
Harada nació en la villa de Asajawa, en la Prefectura de Nagano. Tras acabar sus estudios se alistó en la infantería naval de la Armada Imperial Japonesa en 1933, con 17 años. Sirvió en el destructor Ushio y el portaaviones Hōshō. Posteriormente sería transferido al servicio aéreo, graduándose el 1.º de su promoción de 35 cadetes, en febrero de 1937. En octubre del mismo año sería enviado a China durante la segunda guerra sino-japonesa sin ver ninguna acción de combate, salvo por el incidente del USS Panay. Regresaría a Japón en 1938.

### Segunda Guerra Mundial
Al estallar la Guerra del Pacífico, Harada pilotó un Mitsubishi A6M Zero y estuvo asignado al portaaviones Sōryū, formando parte de la 1.ª Flota Aérea. Tomaría parte de la flota durante las primeras operaciones de los meses iniciales de la guerra. Durante el ataque a Pearl Harbor, el 7 de diciembre de 1941, formó parte de la patrulla aérea de cobertura sobre la flota de ataque, sin entrar en combate.
Durante el bombardeo de Darwin, el 19 de febrero de 1942, sirvió como escolta para los bombarderos. Un mes después tomaría parte en la incursión del Océano Índico, derribando tres aparatos británicos sobre Colombo, el 5 de abril. También afirmó que había derribado otros dos como "probables". Cuatro días después derribaría dos bombarderos Bristol Blenheim, también británicos, que intentaban atacar a la flota japonesa.
En la batalla de Midway, Harada derribó de tres a cinco aviones estadounidenses. Puesto que su portaaviones, el Sōryū, fue hundido durante los primeros combates, Harada tuvo que aterrizar en el último portaaviones superviviente, el Hiryū. Mientras se encontraba en el aire presenció el hundimiento del Hiryū, teniendo que aterrizar en el mar. Posteriormente sería recogido por el destructor Makigumo.
Tras lo ocurrido en Midway, Harada fue reasignado al portaaviones Hiyō en julio. A principios de octubre, el Hiyō fue asignado para participar en la Campaña de Guadalcanal. El día 17, Harada formaría parte de la escolta de torpederos, donde Harada derribó un Grumman F4F Wildcat. Sin embargo, el Zero de Harada también sufrió graves daños, teniendo que hacer un aterrizaje forzoso cerca de la bahía de Rekata, en la isla de Santa Isabel. Más tarde sería recogido y devuelto a Japón por un barco hospital.
Ya en Japón, uno de los brazos de Harada resultó gravemente herido durante el incidente, que terminó con su carrera como piloto. Tras recuperarse sirvió como instructor de vuelo para posteriormente, en los meses finales de la guerra, entrenar a los pilotos kamikazes. Al acabar la guerra, Harada ostentaba el grado de subteniente y unas 8.000 horas de vuelo.

### Postguerra
Acabada la guerra, Harada trabajó como granjero ordeñando vacas. En este tiempo sufrió pesadillas recordando las caras de los pilotos que había derribado durante la guerra.

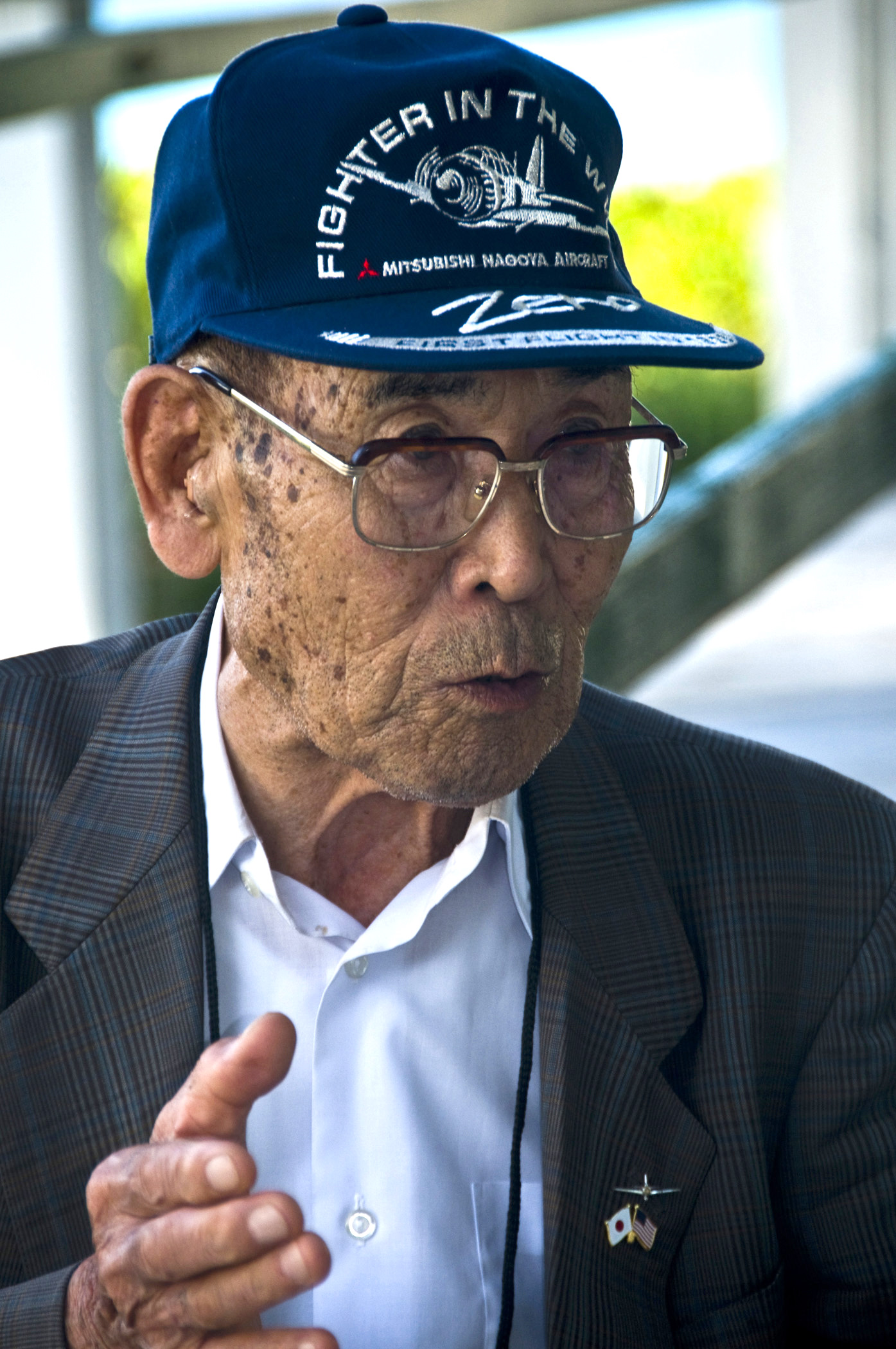
Harada en 2010.

En 1965 fundó una guardería junto con su esposa, quien le dio la idea: si quieres reparar las vidas que has quitado, ¿qué mejor manera hay que criar nuevas vidas? La pareja también abriría un jardín de infancia en 1969. En este puesto trabajaría hasta su jubilación. En 2013 dio una entrevista al periódico The Australian:

La primera encarnación de mi vida fue como un asesino despiadado. Todavía vivo con una sensación de pecado sobre los que maté. Los perseguí y les disparé. Una cosa horrible. Ahora, voy al jardín de infancia todos los días e interactúo con los niños. Quiero nutrir corazones amables y considerados en todos ellos.

Viajó al Reino Unido y Estados Unidos para reunirse con algunos de los aviadores estadounidenses y británicos con los que había luchado, incluido el estadounidense Joe Foss, que se cree que fue el piloto que derribó su avión. Como parte de sus viajes, Harada visitó la isla de Santa Isabel, donde encontró los restos de su Zero y del que se llevó una sección de nuevo a Japón.
Desde 1991, año del 50.º aniversario del ataque a Pearl Harbor, Harada comenzó su actividad contra la guerra. Comenzó a dar charlas públicas sobre sus experiencias de combate y la necesidad de evitar guerras después de escuchar a jóvenes japoneses discutiendo sobre los bombardeos que tuvieron lugar durante la Guerra del Golfo como si formara parte de un videojuego. En marzo de 2015 salió en Japón un documental que cubre la vida de Harada.

## Muerte
Harada falleció el 3 de mayo de 2016 en Nagano. Se cree que fue el último piloto de combate japonés sobreviviente que había participado en el ataque a Pearl Harbor.